# General Ángel Flores
General Ángel Flores är en ort i Mexiko.   Den ligger i kommunen Navolato och delstaten Sinaloa, i den västra delen av landet, 1 100 km nordväst om huvudstaden Mexico City. General Ángel Flores ligger 17 meter över havet och antalet invånare är 9 812.
Terrängen runt General Ángel Flores är mycket platt. Runt General Ángel Flores är det ganska tätbefolkat, med 155 invånare per kvadratkilometer. Närmaste större samhälle är Navolato, 7,5 km sydväst om General Ángel Flores. Omgivningarna runt General Ángel Flores är en mosaik av jordbruksmark och naturlig växtlighet.